# Басарбово
Басарбо́во (болг. Басарбово) — село в Русенській області Болгарії. Входить до складу общини Русе.

## Населення
За даними перепису населення 2011 року у селі проживали 1386 осіб.
Національний склад населення села:
| Національність   | Кількість осіб | Відсоток |
| ---------------- | -------------- | -------- |
| болгари          | 1346           | 99,2%    |
| цигани           | 7              | 0,5%     |
| турки            | 0              | 0%       |
| Всього відповіли | 1357           |          |

Розподіл населення за віком у 2011 році:
Динаміка населення: